# Ettore Tommaso Fantoni
Ettore Tommaso Fantoni, chiamato Tomaž Fantoni (Gemona del Friuli, 16 dicembre 1822 – Slovenske Konjice, 31 maggio 1892), è stato un pittore italiano che visse e lavorò in Slovenia.

## Vita e lavoro
Dopo aver studiato a Udine  e a Venezia, lavorò come pittore, doratore e intagliatore in Austria e, soprattutto, in Slovenia, dove si stabilì a Slovenske Konjice. Affrescò oltre una trentina di chiese da solo ed un'altra quindicina in collaborazione con Giacomo Brollo nell'arco di tempo dal 1857 al 1891. Al suo seguito sono andati da Friuli-Venezia Giulia in Slovenia, Giacomo Brollo, Giovanni Fantoni (il fratello di Tomasso),  poi Antonio Brollo e Osvaldo Bierti. Lavori del Fantoni si trovano anche in Friuli, in Austria e altrove.

### In lingua slovena
- Avguštin Stegenšek, Dekanija Gornjegrajska 1905, COBISS ID=17588737

- Žigon Andreja, Cerkveno stensko slikarstvo poznega 19. stoletja na Slovenskem, Celje, Mohorjeva družba, 1982, COBISS ID=904197